# Коллеретто-Джакоза
Коллеретто-Джакоза (італ. Colleretto Giacosa, п'єм. Corèj Giacosa) — муніципалітет в Італії, у регіоні П'ємонт,  метрополійне місто Турин.
Коллеретто-Джакоза розташоване на відстані близько 550 км на північний захід від Рима, 45 км на північ від Турина.
Населення — 605 осіб (2014).
Щорічний фестиваль відбувається третьої неділі жовтня. Покровитель — San Felice.

## Демографія
Населення за роками:

Станом на 1 січня 2023 року в муніципалітеті офіційно проживало 47 іноземців з 12 країн, серед них 30 громадян країн Євросоюзу та 3 громадяни України.

## Сусідні муніципалітети
- Лоранце
- Парелла
- Павоне-Канавезе
- Самоне
- Сан-Мартіно-Канавезе